# Karjala Cup 2012
Karjala Cup 2012 byl turnaj v rámci série Euro Hockey Tour 2012/2013, který probíhal od 7. do 10. listopadu 2012. Úvodní zápas turnaje mezi českou a švédskou hokejovou reprezentací proběhl v Tipsport Areně v Liberci, ostatní zápasy proběhly v HK Areně ve finském Turku. Vítězem turnaje se stala reprezentace České republiky, která zvítězila na turnaji Karjala Cup poprvé v historii.

## Zápasy
| 7. listopadu 2012 18:00 SEČ | Česko | 3 – 1 (0:0, 0:0, 3:1) | Švédsko | Tipsport Arena, Liberec Návštěvnost: 5893 |  |

| Report                                                |                                                       |          |                    |                                            |
| Alexander Salák                                       | Alexander Salák                                       | Brankáři | Gustaf Wesslau     | Rozhodčí: Konstantin Olenin Alexej Ravodin |
| Tomáš Plekanec 41' Michal Vondrka 49' Jiří Tlustý 53' | Tomáš Plekanec 41' Michal Vondrka 49' Jiří Tlustý 53' |          | 59' Carl Söderberg | Rozhodčí: Konstantin Olenin Alexej Ravodin |
| 20 min                                                | 20 min                                                | Tresty   | 14 min             | Rozhodčí: Konstantin Olenin Alexej Ravodin |
| 29                                                    | 29                                                    | Střely   | 33                 | Rozhodčí: Konstantin Olenin Alexej Ravodin |

| 7. listopadu 2012 17:30 SEČ | Rusko | 1 – 2 SN (0:0, 1:0, 0:1, 0:0 – 0:1) | Finsko | HK Arena, Turku Návštěvnost: 9538 |  |

| Report             |                    |          |                                                     |                                              |
| Konstantin Barulin | Konstantin Barulin | Brankáři | Pekka Rinne                                         | Rozhodčí: Morgan Johansson Marcus Vinnerborg |
| Artem Anisimov 21' | Artem Anisimov 21' |          | 51' Teemu Laine rozhodující nájezd Petteri Nummelin | Rozhodčí: Morgan Johansson Marcus Vinnerborg |
| 8 min              | 8 min              | Tresty   | 4 min                                               | Rozhodčí: Morgan Johansson Marcus Vinnerborg |
| 35                 | 35                 | Střely   | 36                                                  | Rozhodčí: Morgan Johansson Marcus Vinnerborg |

| 9. listopadu 2012 14:00 SEČ | Švédsko | 2 – 3 (1:2, 1:0, 0:1) | Rusko | HK Arena, Turku Návštěvnost: 4365 |  |

| Report                             |                                    |          |                                                       |                                         |
| Johan Holmqist                     | Johan Holmqist                     | Brankáři | Sergej Bobrovskij                                     | Rozhodčí: Stefan Fonselius Jari Levonen |
| Martin Thörnberg 6' Mårtensson 29' | Martin Thörnberg 6' Mårtensson 29' |          | 3' Jegor Averin 12' Vadim Šipačev 43' Viktor Tichonov | Rozhodčí: Stefan Fonselius Jari Levonen |
| 6 min                              | 6 min                              | Tresty   | 37 min                                                | Rozhodčí: Stefan Fonselius Jari Levonen |
| 36                                 | 36                                 | Střely   | 14                                                    | Rozhodčí: Stefan Fonselius Jari Levonen |

| 9. listopadu 2012 17:30 SEČ | Finsko | 0 – 1 (0:1, 0:0, 0:0) | Česko | HK Arena, Turku Návštěvnost: 10 238 |  |

| Report      |             |          |                 |                                              |
| Tuukka Rask | Tuukka Rask | Brankáři | Ondřej Pavelec  | Rozhodčí: Morgan Johansson Marcus Vinnerborg |
|             |             |          | 18' Petr Nedvěd | Rozhodčí: Morgan Johansson Marcus Vinnerborg |
| 2 min       | 2 min       | Tresty   | 6 min           | Rozhodčí: Morgan Johansson Marcus Vinnerborg |
| 27          | 27          | Střely   | 17              | Rozhodčí: Morgan Johansson Marcus Vinnerborg |

| 10. listopadu 2012 12:00 SEČ | Česko | 2 – 1 (2:0, 0:1, 0:0) | Rusko | HK Arena, Turku Návštěvnost: 7869 |  |

| Report                         |                                |          |                       |                                       |
| Ondřej Pavelec                 | Ondřej Pavelec                 | Brankáři | Konstantin Barulin    | Rozhodčí: Antti Boman Mikko Kaukokari |
| Zbyněk Irgl 9' Jakub Kindl 18' | Zbyněk Irgl 9' Jakub Kindl 18' |          | 34' Jevgenij Medveděv | Rozhodčí: Antti Boman Mikko Kaukokari |
| 12 min                         | 12 min                         | Tresty   | 6 min                 | Rozhodčí: Antti Boman Mikko Kaukokari |
| 26                             | 26                             | Střely   | 37                    | Rozhodčí: Antti Boman Mikko Kaukokari |

| 10. listopadu 2012 16:00 SEČ | Finsko | 3 – 1 (1:0, 1:1, 1:0) | Švédsko | HK Arena, Turku Návštěvnost: 11 820 |  |

| Report                                                     |                                                            |          |                    |                                            |
| Pekka Rinne                                                | Pekka Rinne                                                | Brankáři | Gustaf Wesslau     | Rozhodčí: Vladimír Šindler Antonín Jeřábek |
| Sakari Salminen 4' Jonas Enlund 38' Juha-Pekka Haataja 59' | Sakari Salminen 4' Jonas Enlund 38' Juha-Pekka Haataja 59' |          | 32' Carl Söderberg | Rozhodčí: Vladimír Šindler Antonín Jeřábek |
| 12 min                                                     | 12 min                                                     | Tresty   | 12 min             | Rozhodčí: Vladimír Šindler Antonín Jeřábek |
| 24                                                         | 24                                                         | Střely   | 42                 | Rozhodčí: Vladimír Šindler Antonín Jeřábek |

## Tabulka
| Poř. | Tým     | Z | V | VP | PP | P | VG | OG | B |
| ---- | ------- | - | - | -- | -- | - | -- | -- | - |
| 1.   | Česko   | 3 | 3 | 0  | 0  | 0 | 6  | 2  | 9 |
| 2.   | Finsko  | 3 | 1 | 1  | 0  | 1 | 5  | 3  | 5 |
| 3.   | Rusko   | 3 | 1 | 0  | 1  | 1 | 5  | 6  | 4 |
| 4.   | Švédsko | 3 | 0 | 0  | 0  | 3 | 4  | 9  | 0 |

## All-Star-Team
| Útočník | Sakari Salminen Finsko - Mikko Koivu Finsko - Petr Nedvěd Česko |
| Obránce | Ilja Nikulin Rusko - Petteri Nummelin Finsko                    |
| Brankář | Ondřej Pavelec Česko                                            |